# جوهانس هوير
جوهانس هوير هو محامي وسياسي نرويجي، ولد في 19 يناير 1883 في آرندال في النرويج، وتوفي في 4 أكتوبر 1960. نشط حزبياً في حزب المحافظين. وقد انتخب Mayor of Bodø ‏ (1929 – 1931) وانتخب عضو برلمان النرويج ‏ عن دائرة Market towns of Nordland, Troms and Finnmark ‏ وقد انضم خلال فترته النيابية ‏ (1925 – 1927) للكتلة البرلمانية حزب المحافظين.